# Isaac Lea
Isaac Lea (4 de marzo de 1792 - 8 de diciembre de 1886) fue un autor, empresario, conquiliólogo y geólogo estadounidense.
Lea fue autor de varios libros describiendo el género Unio, un tipo de mejillones de agua dulce nombrando 1.842 especies de cincuenta géneros de moluscos terrestres y de agua dulce. Lea desencadenó una controversia científica entre los geólogos cuando publicó sobre su descubrimiento de huellas fosilizadas en Mount Carbon (Pensilvania), cuando propuso incorrectamente que pertenecían a un reptilia del período Devónico de más de 360 millones de años. Desde entonces, el fósil ha sido identificado como el de un anfibio de la era del Misisípico, de más de 330 millones de años.
Lea se desempeñó como presidente de la Academia de Ciencias Naturales de Filadelfia de 1858 a 1863 y de la Asociación Estadounidense para el Avance de las Ciencias en 1860.

## Carrera científica
Lea trabajó con Lardner Vanuxem durante sus investigaciones sobre la geología de Nueva York. Muchas historias geológicas están definidas por fósiles de moluscos, lo que conllevó a Lea a estudiar también los moluscos vivos.
En 1815, Lea se unió a la Academia de Ciencias Naturales y publicó su primer artículo sobre minerales descubiertos en el área de Filadelfia en 1817. 
Lea dedicó su tiempo libre a la historia natural, tanto coleccionando objetos así como publicando libros, algunos ilustrados por su hijo Henry Charles Lea. Lea tuvo interesado especial en los moluscos terrestres y de agua dulce. Estudió moluscos del río Ohio presentados a la Academia de Ciencias Naturales por el mayor Stephen Harriman Long y conchas recolectadas por su hermano cerca de Cincinnati.  Lea describió estos especímenes en la publicación Descripción de seis nuevos especímenes del género Unio que presentó en la Sociedad Filosófica Estadounidense en 1827 y fue el primero de varios artículos sobre Unio .  Durante 50 años entregó y publicó 279 artículos, libros y ensayos científicos. Nombró 1.842 especies de cincuenta géneros de moluscos terrestres y de agua dulce, aunque muchas de las especies que describió no son distintas. Sus publicaciones sobre geología incluyeron una variedad de temas que incluyen carbón, terremotos, fósiles y minerales. 
En 1849, Lea presentó un artículo sobre huellas fosilizadas que descubrió en arenisca roja en Mount Carbon, Pensilvania. Lea sostuvo que las huellas eran de reptiles y que debido a los estratos de roca donde se encontraron las huellas, eran del Período Devónico con edades entre 360 y 408 millones de años y constituían una nueva especie a la que denominó Sauropus primaevus . El hallazgo provocó una controversia en la comunidad geológica y la fecha del fósil fue cuestionada por colegas incluyendo Henry Darwin Rogers, geólogo del estado de Pensilvania. El destacado geólogo Louis Agassiz propuso que las huellas no eran las de un reptil sino las de un anfibio. Desde entonces se ha identificado que las huellas provienen de un anfibio conocido como Palaeosauropus primaevus de la era del Mississippi, hace más de 330 millones de años. 
Lea fue miembro y vicepresidente de la Sociedad Filosófica Estadounidense (elegido en 1828)  y también se desempeñó como presidente de la Academia de Ciencias Naturales de Filadelfia (1858-1863), ambas con sede en Filadelfia. Lea se desempeñó como presidente de la Asociación Estadounidense para el Avance de la Ciencia en 1860.

## Muerte y legado
Lea falleció el 8 de diciembre de 1886 en Filadelfia y fue enterrado en el cementerio de Laurel Hill.  En 1829, Edgar Allan Poe escribió un poema dedicado a Lea titulado "A Isaac Lea". 
En su honor se nombraron tres moluscos: Crenella leana Dall, 1897, Lymnaea leai FC Baker, 1907 y Periploma leanum (Conrad, 1831).
El Museo Nacional de Washington tiene ahora su inmensa colección de moluscos de agua dulce de la familia Unionidae, así como otras colecciones estudiadas por Lea.
Dos losas de roca que contienen huellas fosilizadas y moldes de yeso de huellas descubiertas por Lea se encuentran en las colecciones del Instituto Smithsonian. 

## Publicaciones
- Lea, I. 1818. An account of the minerals at present known to exist within the vicinity of Philadelphia. Journal of the Academy of Natural Sciences of Philadelphia 1, 462–482. (BHL link)
- (1823)  Complete, Historical, Chronological, and Geographical American Atlas
- (1827–1874). Observations on the Genus Unio. 13 volumes.
- Contributions to Geology, Carey, Lea & Blanchard, Philadelphia, 1833
- (1837). "Observations on the Naiades". Transactions of the American Philosophical Society 5
- (1838). Synopsis of the Family of Naiades
- Lea I. (1838). "Description of New Freshwater and Land Shells". Transactions of the American Philosophical Society 6: 1–154.
- Lea, Isaac (1 de abril de 1871). «Descriptions of Twenty New Species of Uniones of the United States». Proceedings of the Academy of Natural Sciences of Philadelphia 23 (2): 189-193. ISSN 0097-3157. JSTOR 4624172.
- A Synopsis of the Family of Naiades, Blanchard and Lea, Philadelphia, 1852
- On the Fossil Foot-marks in the Red Sandstone of Pottsville, Pennsylvania, self-published, Philadelphia, 1852
- Observations on the Genus Unio, Together with Descriptions of New Genera and Species in the Family Unionidae, Volumes 6-7, J. Kay, Philadelphia, 1857
- Check Lists of the Shells of North America, Smithsonian Institution, Washington, June, 1860

Taxones de moluscos nombrados por Lea incluyen:
- Euglandina vanuxemensis (Lea, 1834): un caracol terrestre carnívoro
- Unio lawii (Lea, 1871 [12] ) - llamado así por Annie Law